# Montjuïci sikló
A Montjuïci sikló (katalán nyelven: Funicular de Montjuïc; spanyol nyelven: Funicular de Montjuic) egy sikló Spanyolországban, Barcelonában. Megnyitása 1928. október 24-én volt.
A vonal Paral·lel metróállomást ( ) köti össze a Parc de Montjuïc állomással, ami kedvelt barcelonai kirándulóhely. Itt átszállhatunk a Montjuïc kötélvasútra a további felfelé utazáshoz. Üzemeltetője a Transports Metropolitans de Barcelona, menetidő kb. 2 perc. Része a barcelonai tarifaközösségnek, a sikló az 1-es tarifazónában található. A közlekedési térképek, mint metróvonal jelölik a siklót.
A Montjuïci sikló egyike a barcelonai három siklóvonalnak, a másik kettő a Vallvidrerai sikló és a és a Tibidabói sikló, bár ezek egyikét sem a TMB üzemelteti.

## A pálya
A sikló pályája mindössze 0,758 km hosszúságú, az eleje és a vége alagútban halad. Egyvágányú, de középtájon az alagútban van lehetőség két kocsinak a keresztezésére, így két kocsi tud ingázni a két végállomás között.
Érdekesség, hogy a sikló nyomtávolsága a meglehetősen ritkán használt 1200 mm-es nyomtávolság. A pálya emelkedése maximum 18%, a kocsik sebessége 10 m/s.

## Képek

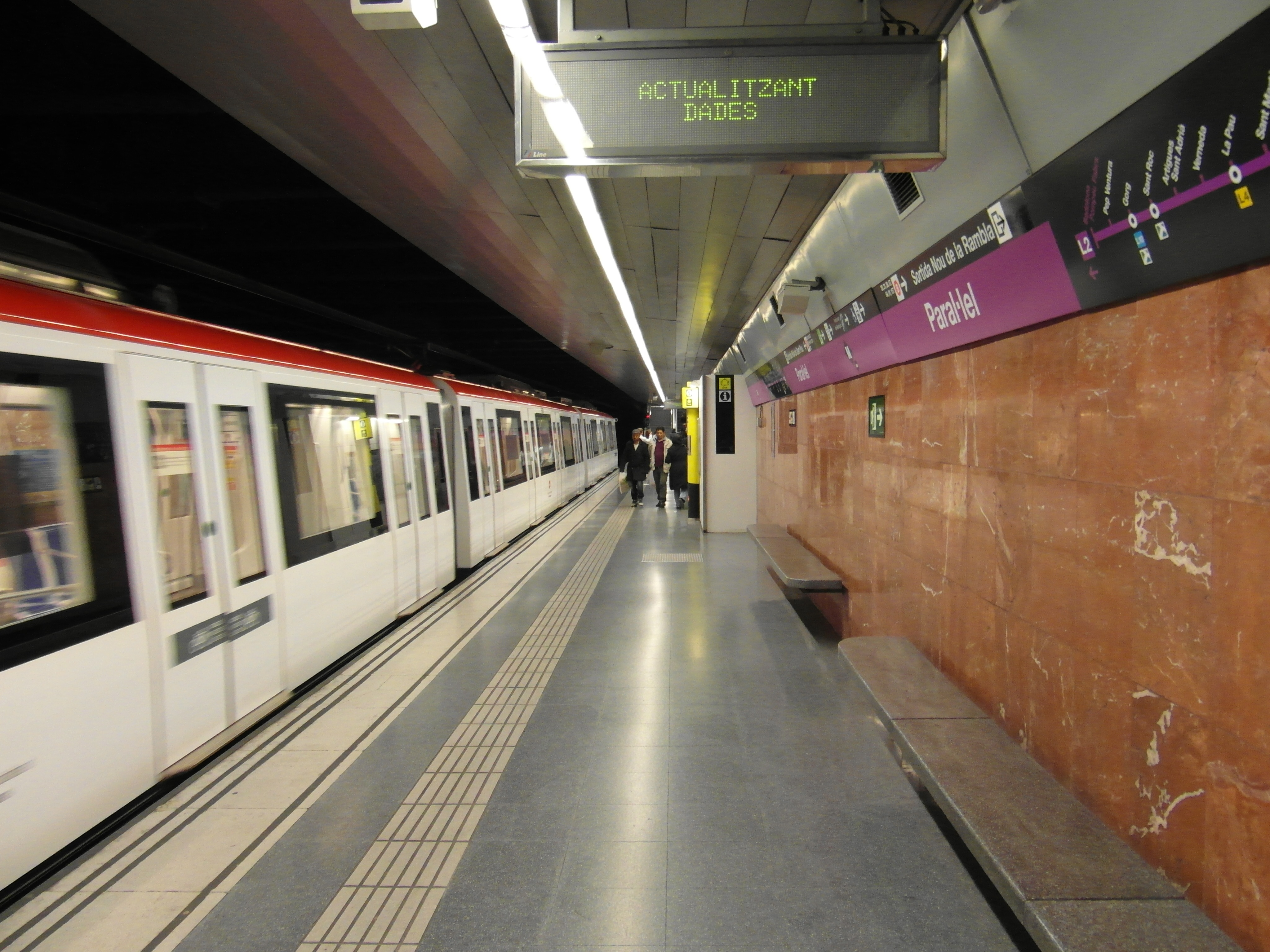
Paral·lel metróállomás
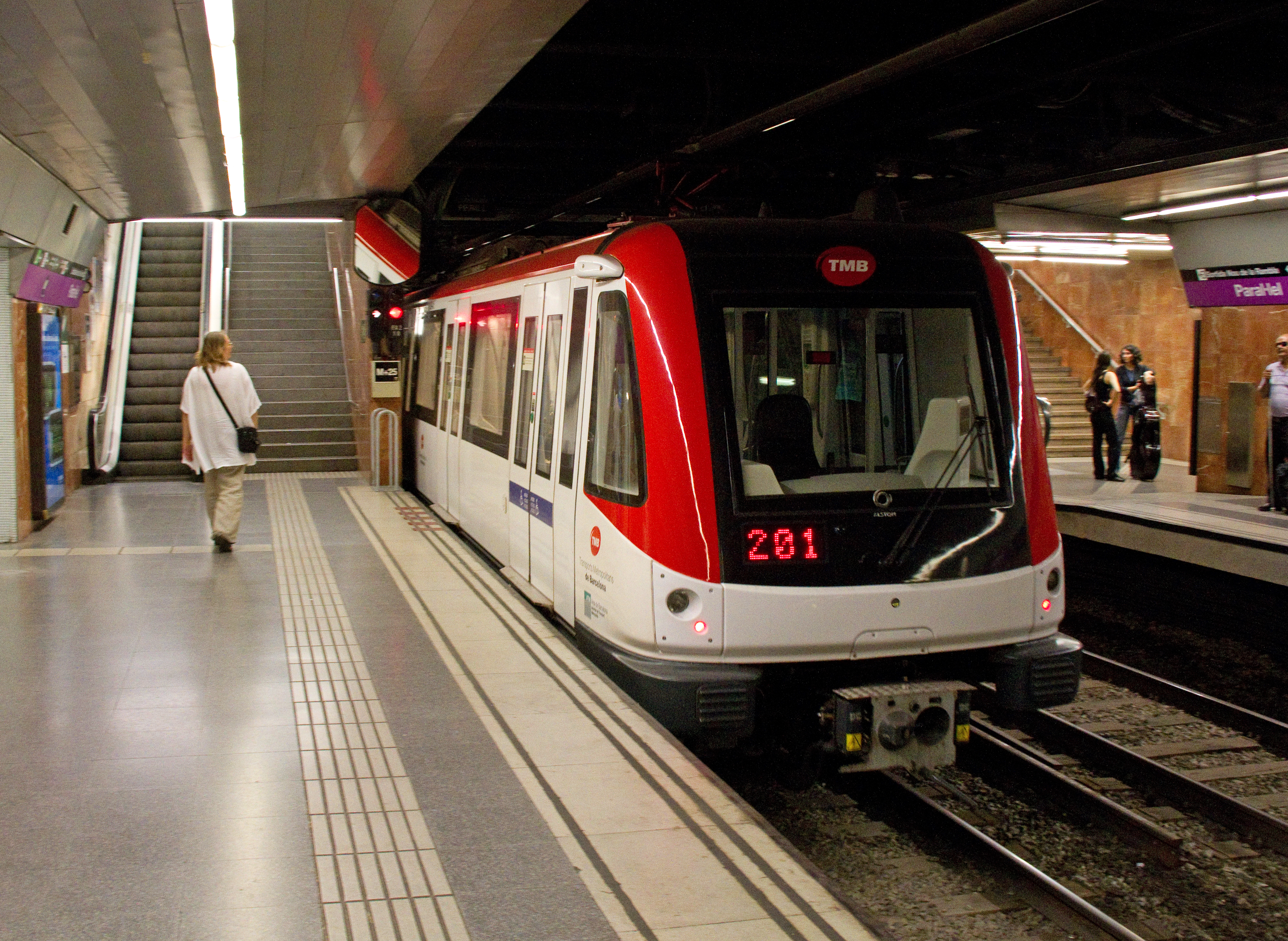
Átszállási lehetőség metróra
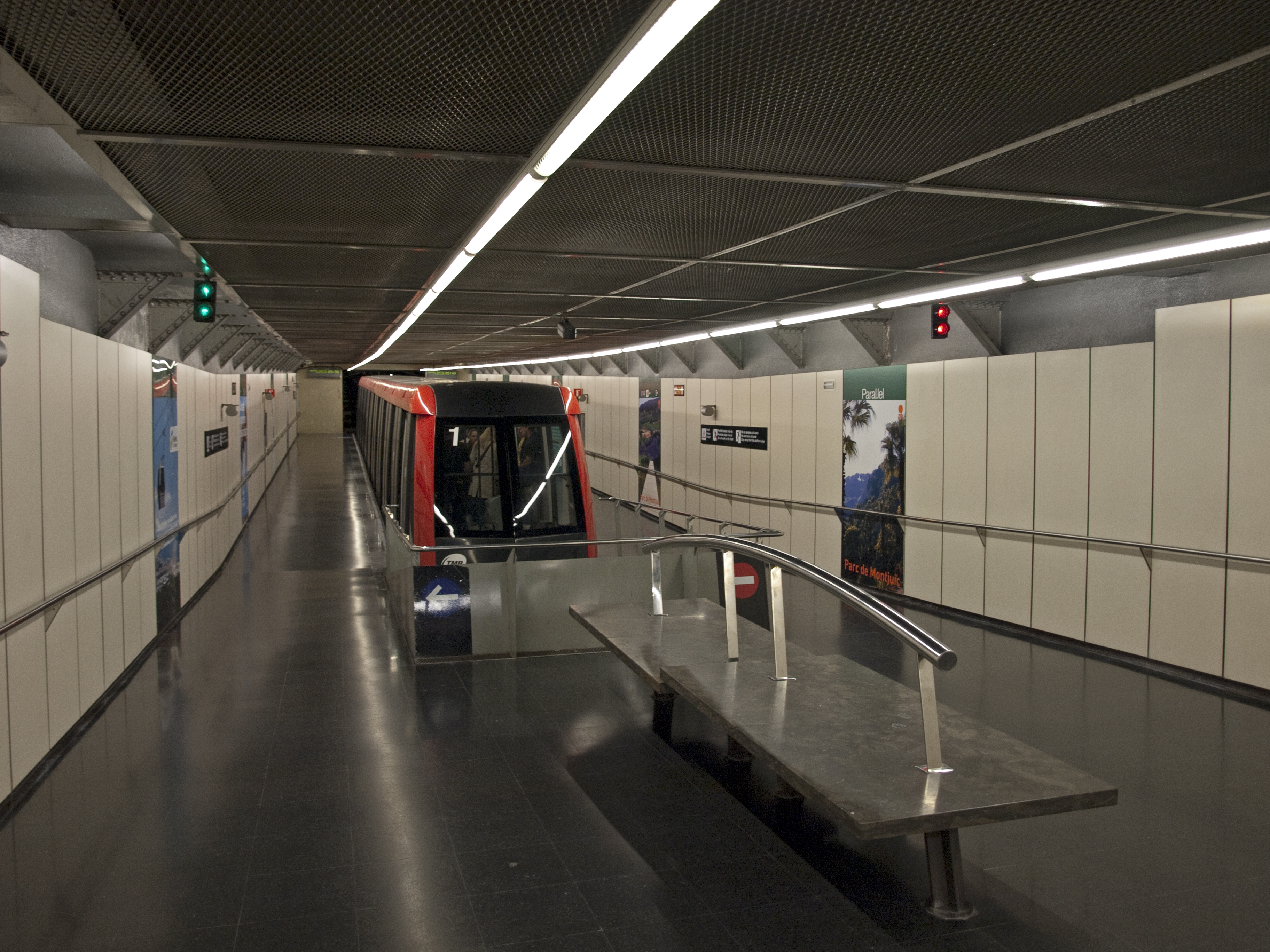
A sikló lenti végállomása
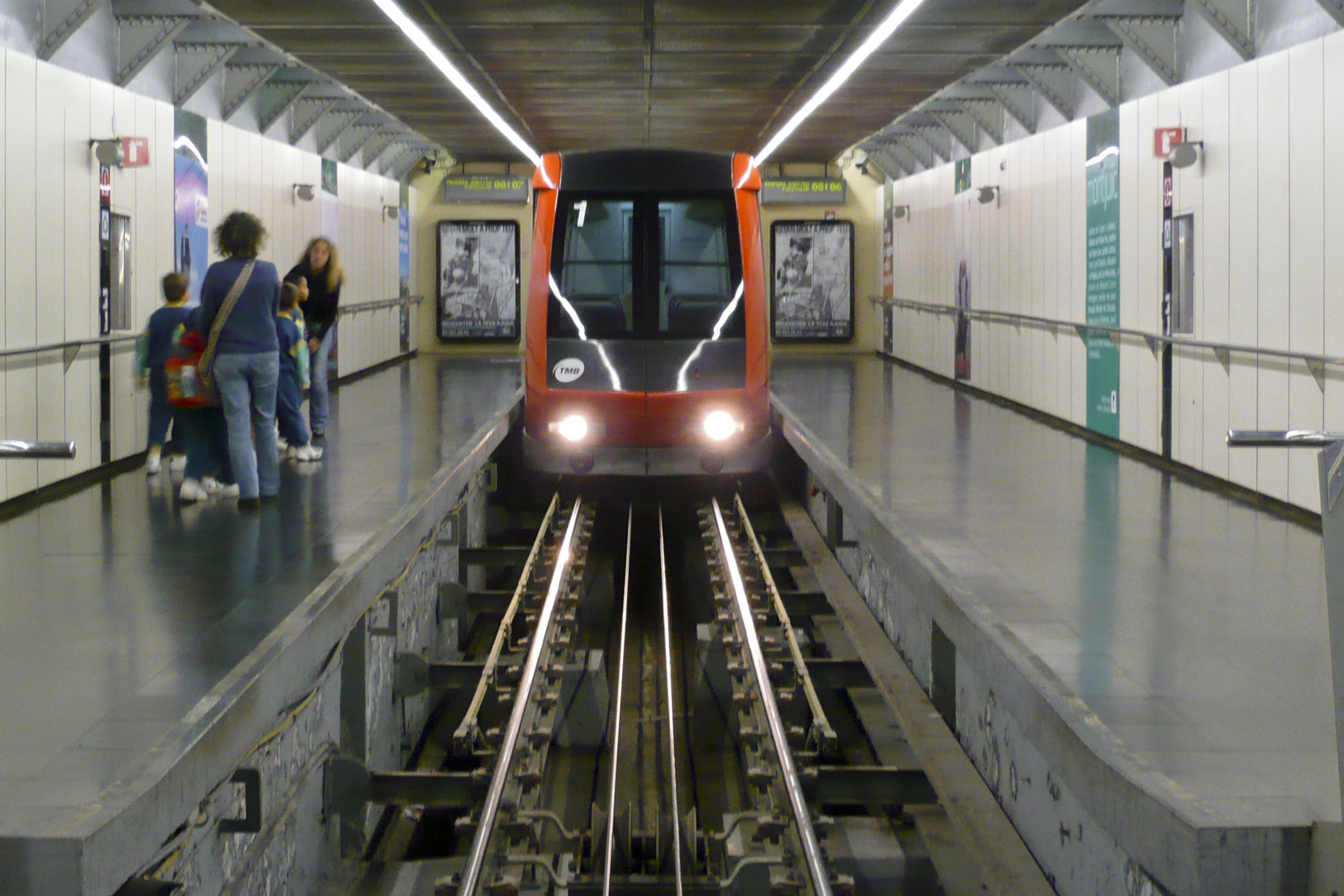
Indul a sikló felfelé
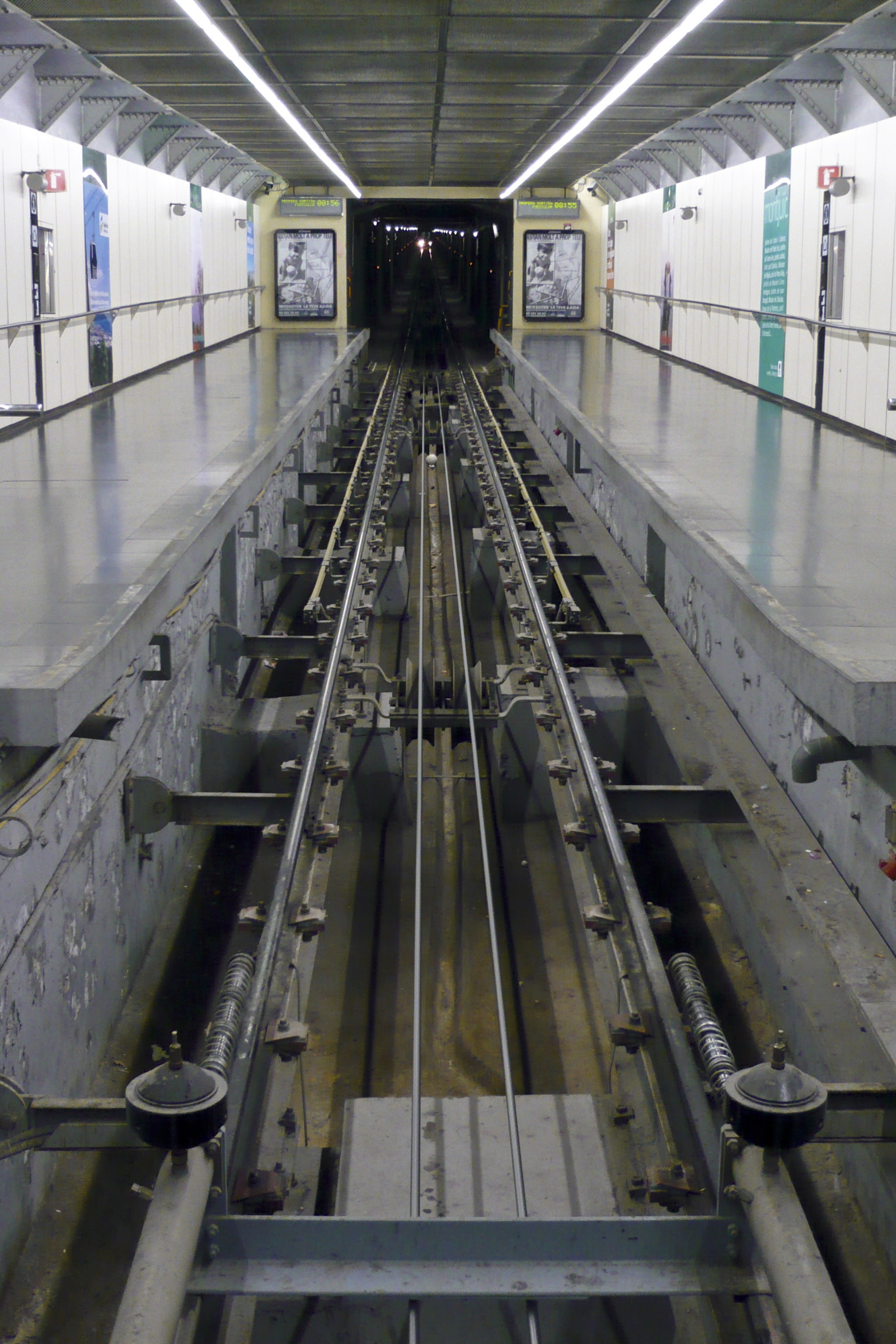
A pálya
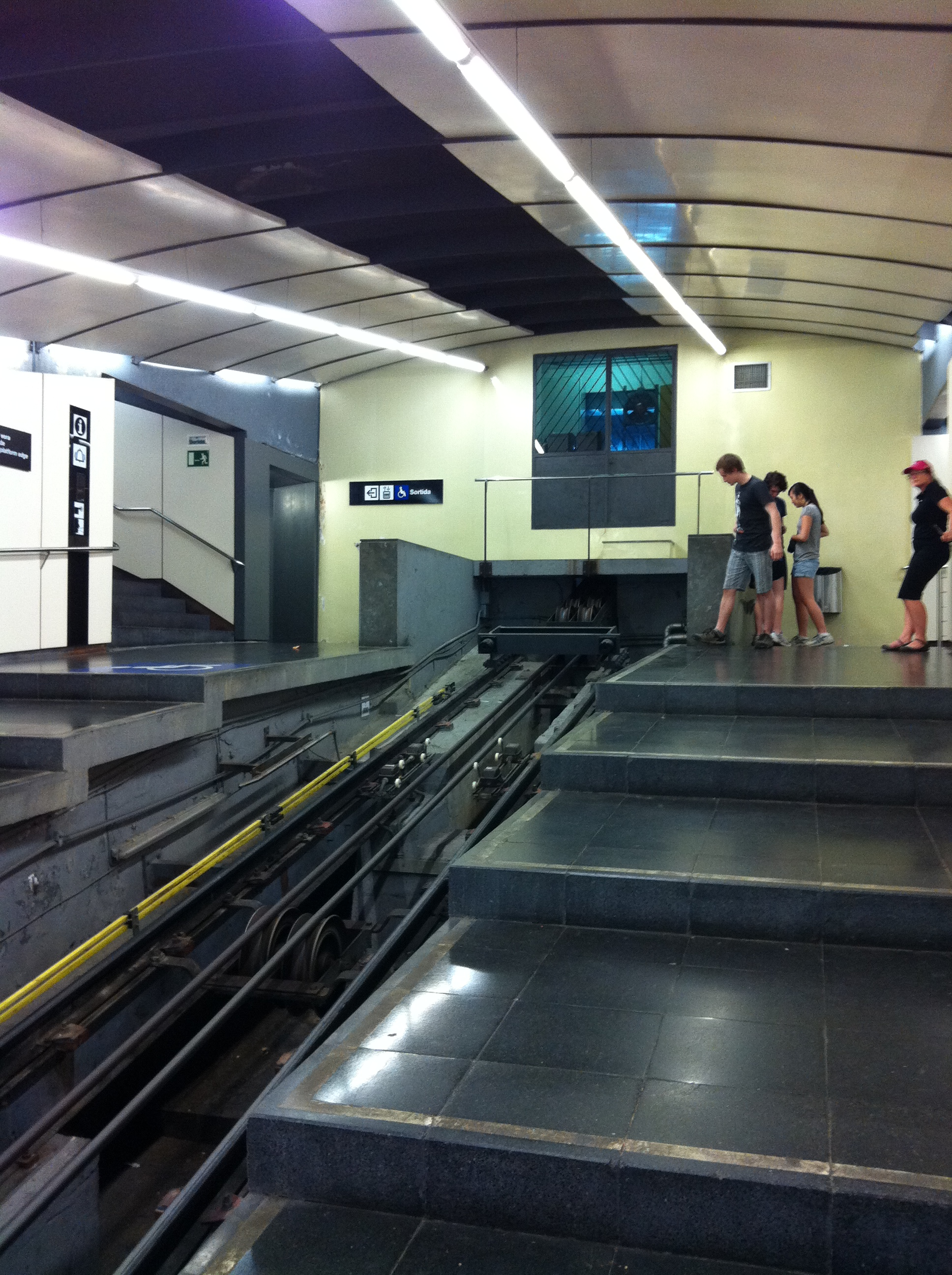
A felső állomás
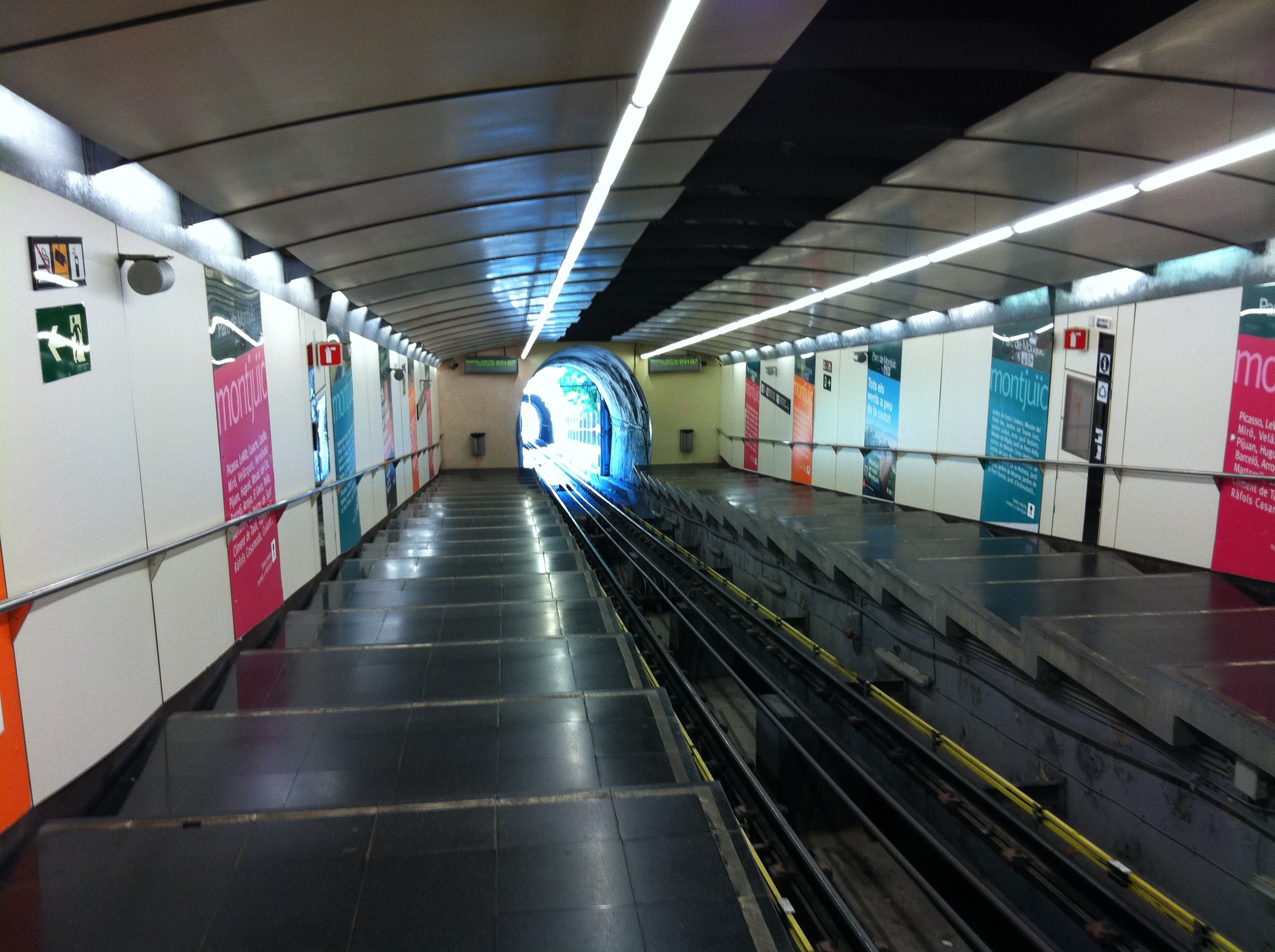
A peronok
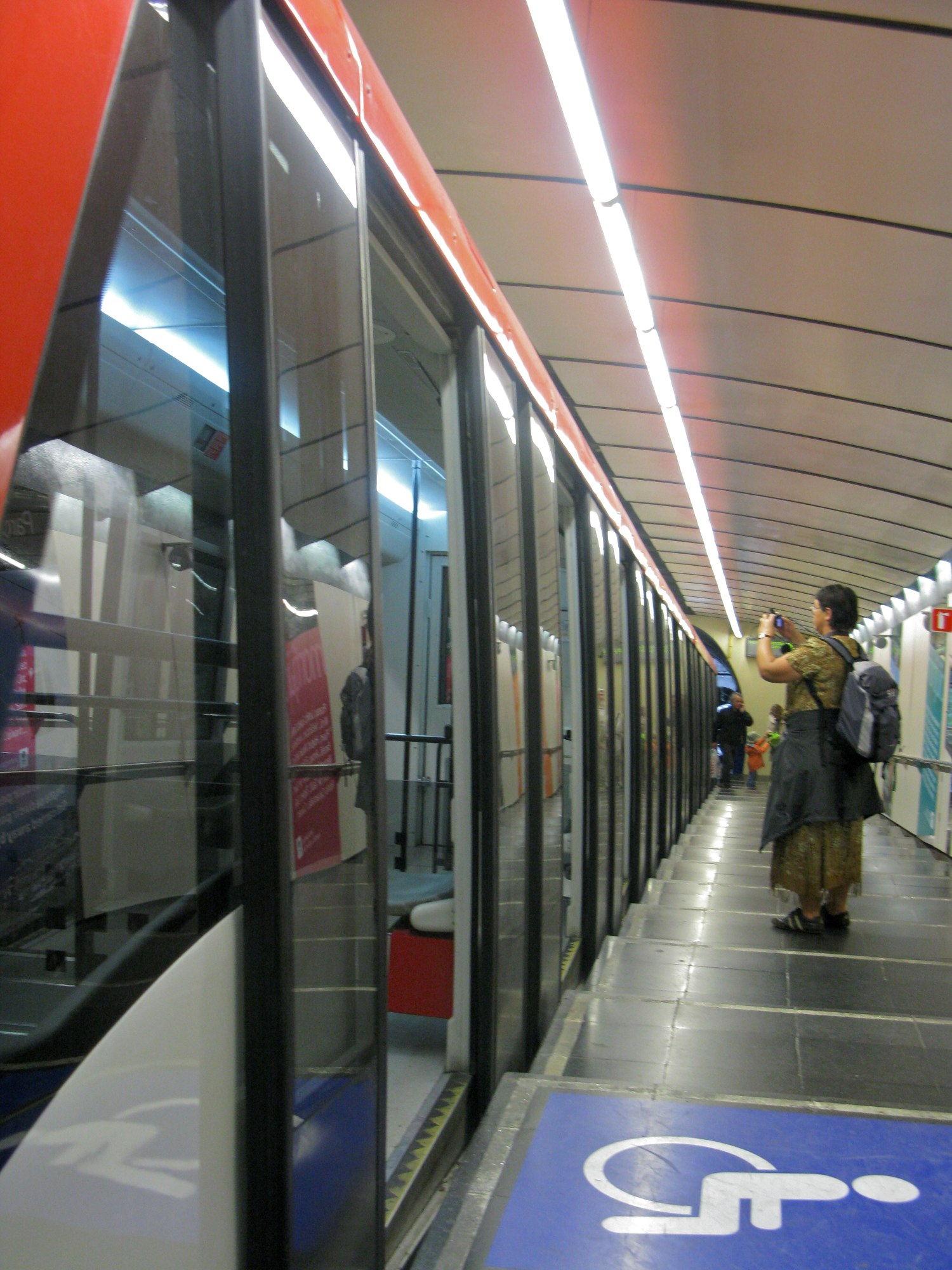
Sikló az állomáson